# Strong (Maine)
Strong és una població dels Estats Units a l'estat de Maine (EUA). Segons el cens del 2000 tenia 1.259 habitants.

## Demografia
Segons el cens del 2000, Strong tenia 1.259 habitants, 498 habitatges, i 343 famílies. La densitat de població era de 16,9 habitants/km².
Dels 498 habitatges en un 30,7% hi vivien nens de menys de 18 anys, en un 54,2% hi vivien parelles casades, en un 9,8% dones solteres, i en un 31,1% no eren unitats familiars. En el 23,3% dels habitatges hi vivien persones soles l'11,8% de les quals corresponia a persones de 65 anys o més que vivien soles. El nombre mitjà de persones vivint en cada habitatge era de 2,49 i el nombre mitjà de persones que vivien en cada família era de 2,92.
Per edats la població es repartia de la següent manera: un 25,3% tenia menys de 18 anys, un 7% entre 18 i 24, un 26,8% entre 25 i 44, un 26,5% de 45 a 60 i un 14,3% 65 anys o més.
L'edat mediana era de 39 anys. Per cada 100 dones de 18 o més anys hi havia 89,9 homes.
La renda mediana per habitatge era de 30.568 $ i la renda mediana per família de 36.250 $. Els homes tenien una renda mediana de 26.111 $ mentre que les dones 18.636 $. La renda per capita de la població era de 14.232 $. Entorn del 9% de les famílies i el 15,3% de la població estaven per davall del llindar de pobresa.